# Rosy Pomilia
Rosy Pomilia, pseudonimo di Rosanna Aprea (San Giorgio a Cremano, 1948), è una cantante italiana.

## Biografia
Debutta ufficialmente nel 1962, ancora giovanissima, alla prima edizione del Festival "Pulcinella d'oro" di Acerra, dove presenta i brani Suonno e Stasera senza 'e te, eseguiti in abbinamento rispettivamente con Italo Gigli e Moreno.
Nel 1966 partecipa al concorso "Due voci per Napoli" con il brano L'addio, tratto dal repertorio di Libero Bovio. L'anno successivo partecipa alla stessa manifestazione guadagnandosi la convocazione, come cantante di riserva, al 16º Festival di Napoli. Nel 1968 è tra i partecipanti della sagra canora organizzata in onore di Maria SS del Carmine, mentre l'anno seguente si ripropone a "Due voci per Napoli", dove si aggiudica il secondo posto e il conseguente diritto di partecipare al Festival di Napoli 1970. Alla manifestazione presenta, in abbinamento con Salvatore Zinzi, il brano Torna a ffa' pace, che non accede alla serata finale. Sempre nel 1970 partecipa alla Piedigrottissima, rassegna canora cui ritorna anche l'anno successivo. Nello stesso 1971 la cantante avrebbe dovuto partecipare alla XIX edizione del Festival di Napoli con il motivo "Nustalgia", in abbinamento con il gruppo Gli Alti e Bassi, se la manifestazione non fosse stata annullata all'ultimo momento dalla RAI.
Nel biennio 1973-1974 la Pomilia tiene numerosi concerti in tutta Italia, partecipando anche ad alcune sceneggiate napoletane.
Dopo la partecipazione al I° Festival Pirotecnico del Golfo di Napoli, la cantante decide di ritirarsi dalle scene e di sposarsi.
Ritorna all'attività discografica negli anni '80, utilizzando però il suo vero nome.

## Discografia

### Album
- 1985 – E mo... (M.E.A. Sud, MLP 570)
- 1986 – Incontrarsi ancora (M.E.A. Sud, RLP 618)
- 1989 – Segreti (Zeus, BE 0228)

### Singoli
- 1965 – Mariteme 'o tifoso/Fiore i' ca saputo fà (Euterpe, CN 73-74)
- 1966 – Alleramente/Tengo 'o core dint'o zucchero (Errepi, RP 025; lato A canta Antonio Buonomo)
- 1969 – Pascale mio/Ddoie gelusie (Zeus, ZS 4-B)
- 1970 – Torna a ffa' pace/Cagne pensiero (Universal, DN 448)